# Gavilea lutea
Gavilea lutea es una especie de orquídea de hábito terrestre originaria de Chile y Argentina.

## Descripción
Es una planta herbácea de hábito terrestre que alcanza los  30-60 cm de altura. Tiene hojas  de 6-15 cm de longitud, oval lanceoladas, dispuestas en roseta basal. Inflorescencia  de 2-15 cm de longitud, densa, más o menos cilíndrica o piramidal con flores de color amarillo intenso con caudículas y verrugas vrdes; brácteas lanceoladas, agudas, que en la base de la inflorescncia sobrepasan la estatura de la flor. El sépalo dorsal lanceolado, agudo, ligeramente  cóncavo; los sépalos laterales lanceolados con caudiculas carnosas de unos 4,5 mm. Los pétalos ovalados, obtusiúsculos.. El labelo es trilobado y los lóbulos laterales estrechos con nervios oblicuos; lóbulo central alargado con cinco nervios longitudinales sobre los cuales se insertan  apéndices capitados; borde del labelo laciniado. La columna recta. Ovario cilíndrico y recto.

## Distribución y hábitat
Esta especie es bastante abundante en los bosques húmedos del sur de Chile y desde Neuquén hasta la Tierra del Fuego en Argentina.

## Taxonomía
- Sinonimia:[1][n. 1]

- Serapias lutea Comm. ex Pers., Syn. Pl. 2: 513 (1807).
- Chloraea commersonii Brongn. in L.I.Duperrey, Voy. Monde: 189 (1834), nom. illeg.
- Asarca commersonii (Brongn.) Hook.f., Fl. Antarct. 2: 351 (1846).
- Asarca lutea (Comm. ex Pers.) Kuntze, Revis. Gen. Pl. 2: 652 (1891).
- Chloraea lutea (Comm. ex Pers.) Skottsb., Stud. Pfl.-Leb. Falklandins.: 43 (1909).
- Gavilea acutiflora Poepp., Fragm. Syn. Pl.: 19 (1833).
- Asarca acutiflora Poepp. & Endl., Nov. Gen. Sp. Pl. 2: 14 (1837).
- Asarca brachychila Phil., Anales Univ. Chile 1865(2): 332 (1865).
- Asarca thermarum Phil. ex Kraenzl., Orchid. Gen. Sp. 2: 40 (1903).
- Asarca tenuiflora Rolfe, Bull. Misc. Inform. Kew 1916: 80 (1916).